# لا
لا(lā)とは、アラビア文字のひとつである。「ل」(lam)と「ا」(alif)の合字であり、音価は[lā]。

## 概要
「ا」(alif) で始まる語彙の前に、定冠詞「ال」(al) が付く場合などでも、用いられる。なお、そのように、/(ʔ)a/ /(ʔ)i/ /(ʔ)u/ の音価を持ち得る語頭の「ا」(alif) の直前に「ل」(lam, /l/) が来て合字「لا」になった場合、当然のことながら、その音価は/laː/ ではなく、/l(ʔ)a/ /l(ʔ)i/ /l(ʔ)u/ のいずれかになる（例：إسلام (Islām) + ال (al) → الإسلام (al-Islām) ）。
/laː/ という音価表現は、あくまでもそういった特殊な場合を除く、「語中・語末で他の文字に後続して長母音アー/aː/を形成する」という用法での「ا」(alif) の直前に、「ل」(lam, /l/) が来て合字「لا」になった場合のものである。
「لا」は英語のNoに相当する言葉になる。
キーボードで「ل」と「ا」を入力すると、自動的にこの文字になる。